# Біргір Сігурдссон
Біргір Сігурдссон (ісл. Birgir Sigurðsson; 28 серпня 1937 — 9 серпня 2019) — ісландський письменник.

## Біографія
З початку 1960-х років працював журналістом і шкільним вчителем в Ісландії, наприкінці шістдесятих вивчав класичний спів в Амстердамі, але повернувся до викладання в Рейк'явіку та паралельно займався письменницькою працею.
У сімдесяті Сігурдссон утвердився як драматург і поет, а на початку 1980-х став професійним письменником. Для Ісландського національного театру він переклав твори Сема Шепарда, а також п'єсу Доріс Лессінг «Трава співає», з якою він потоваришував на все життя.
Своєю п'єсою «Дагур Вонар» він зміцнив власну репутацію одного з найвидатніших драматургів Ісландії. Пізніше він почав писати романи, популярні історичні книги та телевізійні документальні фільми.
З 1982 по 1986 рік Сігурдссон був віце-президентом Спілки письменників Ісландії. З 1985 по 1987 рік обіймав посаду президента Асоціації художників Ісландії. З 1985 по 1987 рік він також був членом комітету мистецького фестивалю в Рейк'явіку

## Твори
- Réttu mér fána 1968 (поезія)
- Á jörð ertu kominn 1972 (поезія)
- Pétur og Rúna (п'єса)
- Selurinn hefur mannsaugu (п'єса)
- Skáld-Rósa 1978 (п'єса)
- Grasmaðkur 1983 (п'єса)
- Дагур Вонар 1987 (п'єса)
- Frá himni og jörðu 1989 (оповідання)
- Svartur sjór af síld: síldarævintýrin miklu á sjó og landi 1989 (ілюстрована історія)
- Hengiflugið 1993 (роман)
- Óskastjarnan 1998 (п'єса)
- Ljósið í vatninu 2000 (роман)
- Dínamít 2005 (п'єса)
- Privat og persónulega 2009 (автобіографічні оповідання)
- Er ekki nóg að elska 2015 (п'єса)